# PTK
PTK är en svensk samverkansorganisation för fackförbund som organiserar tjänstemän anställda inom den privata sektorn. PTK arbetar för att förbättra villkoren och öka tryggheten för dessa tjänstemän genom att förhandla kollektivavtal och utbilda inom områdena pension, försäkring, omställning, inflytande och arbetsmiljö. Över 2 miljoner anställda omfattas av dessa kollektivavtal. 
PTK har 26 medlemsförbund (18 Sacoförbund, 7 TCO-förbund samt Ledarna) som i sin tur representerar nästan 975 000 privatanställda tjänstemän.
Namnet PTK var tidigare en förkortning för Privattjänstemannakartellen. Idag är organisationens fullständiga namn Förhandlings- och samverkansrådet PTK. 

## Uppdrag
PTK:s huvuduppdrag kan sammanfattas i fem punkter:
- Förhandla, förvalta och informera om pensioner och försäkringar, däribland tjänstepensionen ITP och försäkringen TGL
- Förhandla och utveckla omställningsavtalen TRR och TRS
- Utbilda arbetstagarrepresentanter i bolagsstyrelser
- Arbeta med arbetsmiljöfrågor i samarbete med Prevent och Afa Försäkring
- Ingå i Arbetsmarknadens EU-råd

## Organisation och styrning
PTK har en parlamentarisk organisation, vilket innebär att alla medlemsförbunden är direkt eller indirekt representerade och har inflytande över PTK:s uppdrag. Det högsta beslutande organet är stämman. Därutöver finns en överstyrelse, styrelse, förhandlingschefsgrupp och förhandlingsgrupper. Förhandlingschefgruppen sköter förhandlingar om avtal knutna till de långsiktiga uppdragen. De övriga förhandlingsgrupperna hanterar förhandlingar utanför PTK:s långsiktiga uppdrag, som är orienterade mot olika motpartskonstellationer. 
De olika organen har en kansliorganisation till sitt förfogande. Kansliet finns i Stockholm. 
I januari 2021 lanserades Avtalat, ett bolag PTK äger tillsammans med Svenskt Näringsliv och LO. Avtalat informerar och vägleder om kollektivavtalad tjänstepension och försäkring inom privat sektor.

## Historia
Privattjänstemannakartellen PTK bildades på TCO:s kongress 1973. Tanken var att kunna samordna förhandlingar mellan fackförbund och arbetsgivare genom en förhandlingskartell som representerade en enad tjänstemannarörelse. Detta innebar att man skulle samarbeta över gränserna mellan Tjänstemännens centralorganisation (TCO) och Sveriges akademikers centralorganisation (Saco). 
Ordförande för PTK blev Sif:s förhandlingsdirektör Ingvar Seregard, som också hade varit en drivande kraft bakom bildandet av PTK. Seregard var ordförande 1973–1985. Ordförande efter honom Bertil Blomqvist 1985–1991, Sten Olof Heldt 1991–1996, Holger Eriksson 1996–2002, Mari-Ann Krantz 2002–2009, Cecilia Fahlberg 2009–2015 och Martin Linder 2015–2023. Nuvarande ordförande är Peter Hellberg 2023-
Idén till samverkan mellan förbunden och centralorganisationerna hade funnits i några år innan PTK bildades. 1969 hade Svenska Industritjänstemannaförbundet och Sveriges Arbetsledareförbund (idag Ledarna), ingått i ett samarbetsavtal med Civilingenjörsförbundet (idag Sveriges Ingenjörer). I december 1969 träffade de ett femårsavtal med SAF (Svenska Arbetsgivareföreningen, idag Svenskt Näringsliv) om löner och anställningsvillkor. 1971 tillsattes en arbetsgrupp, som arbetade fram en motion om en förhandlingskartell, vilken röstades igenom TCO:s kongress 1973. 
2005 bytte PTK namn men behöll förkortningen PTK. Det nuvarande namnet är Förhandlings- och samverkansrådet PTK.
Den 4 december 2020 tecknade PTK, Kommunal, IF Metall och Svenskt Näringsliv (SN) ett nytt huvudavtal om förändrat anställningsskydd (turordningsregler mm) samt utökade möjligheter till kompetensutveckling och omställning. Sedan staten genomfört kompletterande lagstiftning undertecknades avtalet i sin slutliga form 22 juni 2022.